# Kamimuria maolanensis
Kamimuria maolanensis är en bäcksländeart som beskrevs av Du 2002. Kamimuria maolanensis ingår i släktet Kamimuria och familjen jättebäcksländor. Inga underarter finns listade i Catalogue of Life.